# Hlatky Endre
Hlatky Endre (Nagyvárad, 1895. július 4. – Róma, 1957. július 11.) rádióigazgató, sajtófőnök, szerkesztő.

## Életrajza
Apja, id. Hlatky Endre (1851–1916) Nagyvárad főispánja volt 1910–1916 között. Hlatky Endre Nagyváradon  a premontreieknél tanult, majd  államtudományból doktorált a budapesti egyetemen 1917-ben. 1919-ben sajtóelőadó lett az ellenforradalmi kormánynál, majd a külügyminisztériumban dolgozott, később pedig a Miniszterelnökség sajtóosztálya alkalmazta. 1928–tól 1931-ig gróf Bethlen István miniszterelnöknek volt a személyi titkára. Gróf Károlyi Gyula kormánya idején (1931–32-ben) vezette a sajtóosztályt, 1933–tól 1940-ig műsorigazgató volt a Magyar Rádiónál. 1940 ősze és 1944 tavasza között Nagyvárad főispánja volt. Magyarország német megszállása után lemondott főispáni tisztségéről, mivel nézeteit nem tudta összeegyeztetni a németek politikájával. Ugyanakkor Soós István polgármester is lemondott. Pestre költözött és  1944. szeptember 9-én a miniszterelnökség sajtóállamtitkára lett. A Lakatos Géza vezette kormány az MTI és a Rádió kormánybiztosává nevezte ki.  1944. október 15-én ő volt az, aki a Horthy-proklamáció beolvasását a rádióban bejelentette. 1944 végén nyugatra emigrált, majd Olaszországba költözött.
Irodalomszerető és -pártoló volt. 1942-ben elősegítette egy Ady-emlékhely kialakítását Nagyváradon, amikor Ady Endre megítélése még nem volt egyértelmű. Pártfogásába vette Horváth Imre nagyváradi költőt, még rádiós műsorigazgatóként támogatta József Attila műveinek szerepeltetését a rádióban. Francia nyelvből mintegy 200 kínai verset fordított magyarra.